# Hochstuhl (Sitzmöbel)

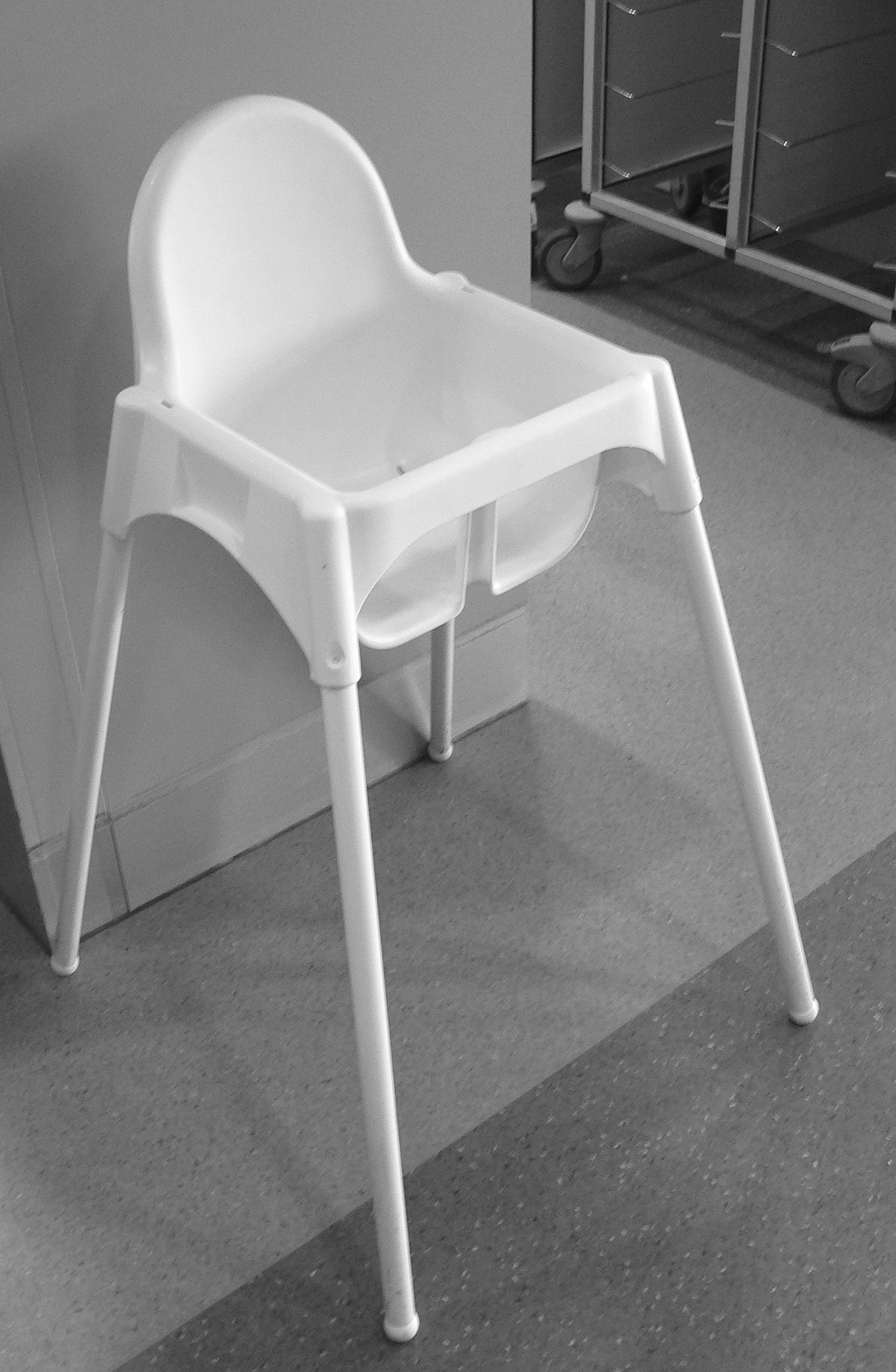
IKEA-Hochstuhl

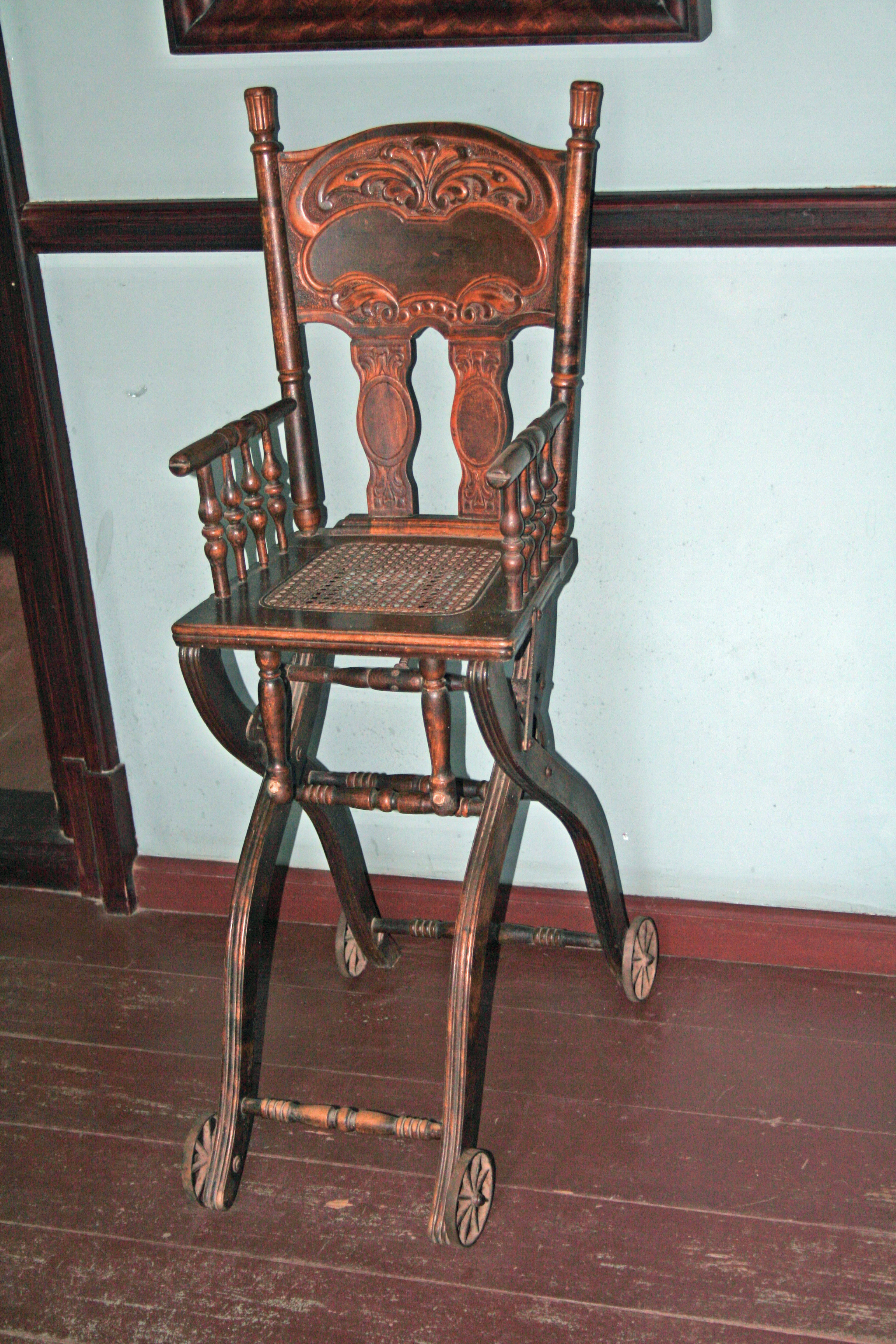
Hochstuhl, Museumsdorf Cloppenburg

Der Hochstuhl ist ein Stuhl für Kinder und Babys, die an den gleichen Tischen wie ihre Eltern sitzen, also mit der gleichen Höhe zurechtkommen müssen. Zu diesem Zweck hat der Stuhl sehr lange Stuhlbeine. Damit das Kind gut gesichert ist, gibt es nicht nur eine Lehne und zwei Armlehnen, sondern auch eine horizontal angebrachte Stange vor dem Körper, damit es nicht vornüberkippen kann. Die Region zwischen dieser Stange und der Sitzfläche ist durch eine vertikale Stange in zwei Bereiche geteilt, um ein Herausrutschen des Kindes nach unten zu verhindern. Ein Hochstuhl ist allerdings nur für Kinder geeignet, die alleine aufrecht sitzen können, was ab einem Alter von ungefähr acht Monaten der Fall ist (siehe Artikel Säugling).
Sobald das Kind alleine gehen kann, können durch das Kind allein besteigbare Hochstühle sinnvoll sein, um die Selbständigkeit des Kindes zu fördern.

## Sicherheitsstandards
Die Sicherheitsstandards der EU-Norm 14988-1:2006 für Hochstühle wurden von den Mitgliedstaaten der Europäischen Union im Herbst 2012 veröffentlicht.
Durch die EU-Kommission wurden im März 2013 neue allgemeingültige Regeln festgelegt. Außerdem wurde festgestellt, dass die DIN EN 14988 nicht ausreichend ist. Vor allem die Punkte Kippsicherheit und Verfangen im Gurtsystem wurden an der alten Richtlinie bemängelt.
Die neue Richtlinie basiert auf der Grundlage der Norm: 2001/95/EG.